# Циглена
Циглена је насељено место у саставу града Бјеловара, у Бјеловарско-билогорској жупанији, Република Хрватска.

## Становништво
На попису становништва 2011. године, Циглена је имала 340 становника.

## Попис1991.
На попису становништва 1991. године, насељено место Циглена је имало 412 становника, следећег националног састава:
| Попис 1991.‍  | Попис 1991.‍  | Попис 1991.‍ | Попис 1991.‍ | Попис 1991.‍ |
| ------------ | ------------ | ----------- | ----------- | ----------- |
|              |              |             |             |             |
| Хрвати       | Хрвати       |             | 401         | 97,33%      |
| Југословени  | Југословени  |             | 1           | 0,24%       |
| Словенци     | Словенци     |             | 1           | 0,24%       |
| неопредељени | неопредељени |             | 1           | 0,24%       |
| непознато    | непознато    |             | 8           | 1,94%       |
| укупно: 412  |              |             |             |             |